# 포환던지기

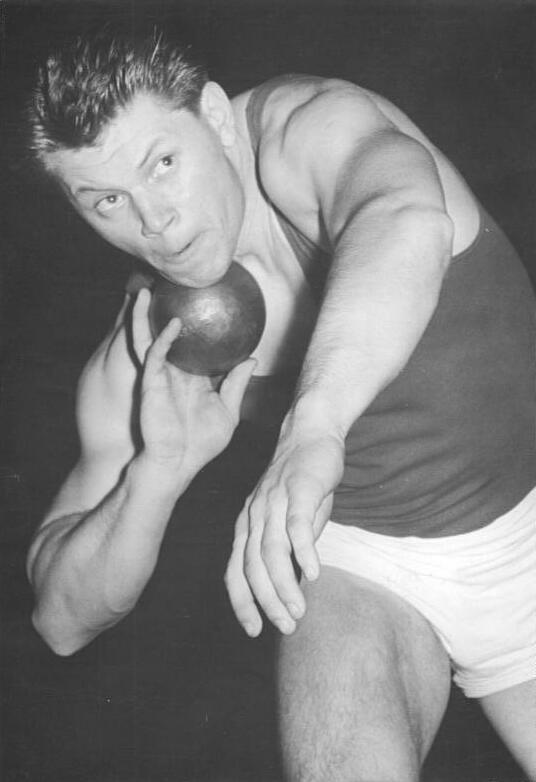
체코슬로바키아의 포환던지기 선수 플리한(Plihan) - 1957 동독 실내 체육 선수권 대회

포환던지기(砲丸 ─, shot put)는 육상 던지기경기 종목 중 하나이다. 무거운 금속구를 던져 거리를 겨루는 경기이다.
현대 스포츠로서 포환던지기 운동은 1865년 영국에서 실시된 후 세계 각국에 널리 보급되었다. 지름 2.135m의 서클 안에서 빙그르 돌다가 포환을 던지는데, 발막이는 서클의 앞쪽에 고정하며, 던지는 유효 범위의 각도는 약 45이다. 포환의 무게는 남자용 7.260kg 이상, 여자용 4kg 이상의 것을 사용한다. 지름은 남자용 110-130mm, 여자용 95-110mm이다. 포환은 어깨에서 한쪽 손만으로 던져야 하며, 던진 다음에 파울을 막기 위해 발막이의 안쪽을 손으로 받쳐도 된다. 포환던지기는 온몸의 힘을 포환에 옮겨 밀어내야 하므로 허리·어깨·팔·손목·다리의 힘을 순간적으로 한 곳에 모아 포환에 옮기는 기술이 요구된다.